# Winnetou (Zeichentrickserie)
Winnetou – Die Zeichentrickserie ist eine vollanimierte Zeichentrickserie frei nach Karl May mit Abänderung einiger Namen nach der Romanvorlage Winnetou I im Auftrag von SDR/SWF fürs Vorabendprogramm. Die TV-Erstausstrahlung erfolgte ab 14. März 1996 auf SDR/SWF.
Die Zeichentrickserie erzählt im Großen und Ganzen den Inhalt des Romans Winnetou I nach. Obwohl die Serie, die nach einer Idee von Alois Humplick entstand, bei Winnetou-Fans recht gut ankam, entstanden insgesamt nur zehn zehnminütige Folgen um die Abenteuer von Winnetou und Old Shatterhand.

## Handlung
„Winnetou, der tapfere Häuptling des Apachen-Stammes, ist stets zur Stelle, wenn es Unrecht im Wilden Westen zu besiegen gilt. Als gegen jede Abmachung eine Eisenbahnlinie durch das Gebiet der Apachen gebaut werden soll, übernimmt Winnetou die Verhandlungen. An seiner Seite kämpft der weiße Held Old Shatterhand gegen die reichen Unternehmer und für die Rechte der Indianer. Winnetou und Old Shatterhand werden schließlich Blutsbrüder.“

## Episoden

### Folge 1: Pferdediebe
Der Stamm der Kiowas überfällt die Mescaleros, den edlen Stamm Winnetous, und stiehlt ihnen die besten Pferde. Der Medizinmann der Mescaleros sinnt auf Rache. Doch der alte Kitetschonga, ein Weißer, der von den Indianern als ihr Vater verehrt wird, mahnt zur Versöhnung mit den Kiowas; umso mehr, als er nicht mehr lange zu leben habe. Sein Nachfolger, verkündet Kitetschonga, werde ebenfalls ein Bleichgesicht sein, zu erkennen an einem besonderen Zeichen: drei Eicheln. Nun arbeitet derzeit bei der Eisenbahngesellschaft ein Landvermesser mit Namen Charly, der tatsächlich ein Armband mit drei aufgestickten Eicheln trägt.

### Folge 2: Der eiserne Weg
Gegen den Vertrag zwischen der Eisenbahngesellschaft und Indianern will Bancroft die Bahnstrecke rücksichtslos quer durch Apachengebiet führen. Landvermesser Charly weigert sich, unter diesen Umständen weiter für Bancroft zu arbeiten. Aus Rache löst der hinterhältige Rattler die Bremsklötze am Wagen mit dem Vermessungsgerät; der Wagen rollt mit Tempo ins Gebiet der Apachen. Charly springt auf Rattlers Pferd und sprengt dem Wagen nach, kaum hat er den Wagen zum Stehen gebracht, fällt er in die Hände der Apachen. Winnetou erblickt das Armband mit den Eicheln, erinnert sich an die Prophezeiung und will Charly die Freiheit schenken, aber da erkennen seine Krieger das Pferd als eines der ihren. Winnetou lässt Charly gefangen nehmen.

### Folge 3: Gefangen
Im Auftrag der Eisenbahngesellschaft taucht Mr. White auf. Er soll Bancroft und Rattler auf die Finger schauen. Was für ein Pech, dass alle Papiere, aus denen hervorgeht, wie die beiden in die eigene Tasche wirtschaften, sich ausgerechnet in der Satteltasche des Pferdes befinden, das sich nun mit Charly, alias Old Shatterhand, in der Hand der Apachen befindet. Inzwischen entdeckt Old Shatterhand die Papiere und verspricht Winnetou, die Sache aufzuklären und ihnen die Betrüger auszuliefern. Old Shatterhand kommt frei und hat bis Sonnenuntergang Zeit, sein Versprechen einzulösen. Auf der Suche nach Old Shatterhand samt Satteltasche trifft Rattler auf die Kiowas, die er sofort für seine Zwecke einspannt. Doch Old Shatterhand hat im Büro der Gesellschaft Bancroft bereits gestellt und überwältigt – tatkräftig unterstützt vom treuen Sam Hawkens.

### Folge 4: Verrat
Die Apachen warten am Blauen Felsen auf Old Shatterhand. Dort werden sie jedoch von den Kiowas – im Dienste Rattlers – überfallen und überwältigt. Rattler sucht fieberhaft nach seiner Satteltasche mit den belastenden Papieren. Er droht, Winnetou zu erschießen, sollte ihm die Tasche nicht unverzüglich ausgehändigt werden. Kitetschonga wirft sich dazwischen, sterbend händigt er Rattler die Tasche aus. Sam Hawkens und Old Shatterhand befinden sich samt Bancroft auf dem Weg zum Blauen Felsen. Aus dem Hinterhalt werden sie von Rattler und seinen Leuten angegriffen, können jedoch entkommen.

### Folge 5: Eine Haarlocke
Bancroft kann entkommen. Old Shatterhand bietet Tangua, dem Häuptling der Kiowas, einen Entscheidungskampf gegen seinen tapfersten Krieger an. Wenn er – Old Shatterhand – gewinnt, sollen die gefangenen Apachen freikommen. Noch vor dem Kampf gelingt es Old Shatterhand, Intschu tschuna und Winnetou heimlich vom Marterpfahl zu befreien. Als Beweis seiner Tat schneidet er Winnetou eine Haarlocke ab. Die beiden haben keine Ahnung, wer sie befreit hat.

### Folge 6:  Falsche Landkarten
Im Messerkampf gegen den Kiowa-Krieger Matau siegt Old Shatterhand. Tangua muss die Apachen freilassen.
Der Präsident der Eisenbahngesellschaft kann es kaum glauben, sein Vermessungsingenieur Charly soll hinter den Betrügereien stecken. Er lässt aber nach Old Shatterhand suchen, um ihn zur Rede zu stellen. Dieses Gespräch wiederum belauschen Dick Stone und Will Parker, Freunde von Sam Hawkens, die sich sofort auf den Weg machen, um ihrem Kumpel und Old Shatterhand beizustehen. Bancroft und Rattler stellen entsetzt fest, dass die gefälschten Landkarten verschwunden sind. Als aus der Satteltasche Kleopatra kriecht, die weiße Maus und Liebling von Sam Hawkens, wissen sie, wer der gewitzte Dieb war.

### Folge 7: Sonnentanz
Auf dem Weg zu den Apachen werden Sam Hawkens und Old Shatterhand von den Kiowas überfallen. Mit
Hilfe von Dick Stone und Will Parker schlagen sie die Indianer in die Flucht. Unterdessen wappnen sich die Leute von der Eisenbahn gegen einen drohenden Überfall der Apachen. In der Stadt wird Tangua beim Pferdediebstahl erwischt. Unter der Bedingung, dass die Kiowas gegen die Apachen mitkämpfen, wird er freigelassen. Old Shatterhand und seine Begleiter werden fast feindselig von den Apachen empfangen. Der weise Kitetschonga ist tot, und der kriegerische Medizinmann hat das Sagen. In einem blutigen
Kriegstanz, dem Sonnentanz, putscht er seinen Stamm zum Kampf auf.

### Folge 8: Überfall
Winnetou will sich in ehrlichem Kampf mit Old Shatterhand messen. Mr. White will den Eisenbahnbau unter allen Umständen schützen und verbündet sich deshalb mit den Kiowas. Während der Kampf zwischen den Eisenbahnern und den Apachen in vollem Gange ist, schlagen Rattler und Bancroft Mr. White nieder und stecken ihm die Bude über dem Kopf an. Old Shatterhand und Sam Hawkens retten den Bewusstlosen in letzter Minute aus den Flammen. Dabei findet Sam seine geliebte Maus Kleopatra wieder, die überglücklich in seine Tasche huscht.

### Folge 9: Am Marterpfahl
Die Apachen gewinnen den Kampf und nehmen die Bleichgesichter gefangen. Von Winnetous Schwester
Nscho-tschi liebevoll gesundgepflegt, soll Old Shatterhand mit den anderen Bleichgesichtern am Marterpfahl sterben. Tangua und seine Krieger werden begnadigt. Er gibt die gestohlenen Pferde an die Apachen zurück und legt noch ein paar Bisonfelle als Geschenk dazu. Old Shatterhand versucht Winnetou zu überzeugen, dass er und seine Freunde Brüder der Apachen sind. Aber Winnetou bleibt hart und hört auf den unversöhnlichen Medizinmann.

### Folge 10: Brüder
Winnetou kommen Zweifel, ob Old Shatterhand wirklich ein Verräter ist. Ein Gottesurteil, ein Wettschwimmen zwischen Old Shatterhand und dem mit einem Tomahawk bewaffneten Intschu tschuna soll darüber entscheiden. Old Shatterhand erreicht unversehrt das Ufer – sie sind frei, außer Rattler, dem Mörder Kitetschongas. Doch auch für ihn setzt er sich ein. Zwar soll der Mörder nicht verschont werden, aber die Indianer mögen doch „kurzen Prozess“ mit ihm machen und ihn nicht weiter quälen. Auch Bancroft wird seiner gerechten Strafe zugeführt. Der Beweis für die Befreiung Winnetous am Marterpfahl der Kiowas, die Haarlocke, überzeugt Winnetou vollends. Charly und er trinken Blutsbrüderschaft am rauschenden Wasserfall, aus dem Kitetschongas Stimme Apachen und Bleichgesichter zum Frieden mahnt.

## DVD-Veröffentlichung
- DVD „Winnetou – Die Zeichentrickserie“ © Alive – Vertrieb und Marketing (08/2010)